# Аннино (Ленінградська область)
Аннино (рос. Аннино) — селище у Ломоносовському районі Ленінградської області Російської Федерації.
Населення становить 3558 осіб. Належить до муніципального утворення Аннинське сільське поселення.

## Географія
Населений пункт розташований на західній околиці міста Санкт-Петербурга.

## Історія
Населений пункт розташований на історичній землі Іжорія.
Згідно із законом від 24 грудня 2004 року № 117-оз належить до муніципального утворення Аннинське сільське поселення.

## Населення
| 1862 | 2002  | 2007  | 2010  |
| ---- | ----- | ----- | ----- |
| 142  | ↗3332 | ↗3461 | ↗3558 |